# Mino Auletta
Mino Auletta (* 12. Dezember 1929 in Rom; † 5. Oktober 2012 in Mailand) war ein italienischer Rechtsanwalt und von 3. April 2008 bis Ende 2010 Präsident des Internationalen Sportgerichtshofs (CAS) in Lausanne.

## Leben
Auletta schloss sein Studium als Doktor der Rechtswissenschaften ab. Er arbeitete als Anwalt am Mailänder Gericht und am Obersten Gerichtshof Italiens, in Rom. Von 1984 bis 1994 war er Schiedsmann am Internationalen Gerichtshof, ehe er dort 1994 zum 1. Vizepräsidenten gewählt wurde. 2007 übernahm er kommissarisch die Präsidentschaft des CAS für den verstorbenen Präsidenten Kéba Mbaye. Am 3. April 2008 wurde er mit 10 von 19 Stimmen zum Präsidenten gewählt. Er setzte sich dabei gegen den früheren Präsidenten der WADA, Richard Pound durch. Sein Nachfolger wurde am 1. Januar 2011 der Australier John Coates.
Mino Auletta war Mitglied der IOC Sport- und Rechtskommission und der Rechtsabteilung der FISU. Auletta war außerdem Rechtsberater der Leichtathletik-Weltmeisterschaften 1987 von Rom und gehörte zur juristischen Kommission der IAAF. Er gilt als Experte auf dem Gebiet des internationalen Markenrechtes.

## Auszeichnungen
- Verdienstorden der Italienischen Republik (Commendatore)